# 井上由惟子
井上 由惟子（いのうえ ゆいこ、1991年10月12日 - ）は、千葉県出身の女子サッカー選手。ポジションはミッドフィールダー。

## 来歴
小学生時代、女子ながらチームNo.1のテクニックを持ちセットプレーのキッカーを任せられていた。この頃のポジションはボランチ。また、流山選抜（流山FC）では男子選手を押しのけ背番号10番中心選手としてプレー。
中学の途中までは男子チームに所属していたが、身体面などで壁を感じジェフユナイテッド市原・千葉レディースへの入団を決意。2006年、中学生ながらジェフユナイテッド市原・千葉レディースのトップチームに登録され、主力としてプレーする。2007年にはAFC U-16女子選手権に出場。翌2008年、U-17女子ワールドカップ代表にも選出され、右サイドハーフとして全4試合に出場し、1得点を挙げた。2011年限りで千葉を退団。

## 所属クラブ
- 1998年 - 2004年 江戸川台FC
- 2004年 - 2006年 柏ラッセルFC
- 2006年 - 2011年 ジェフユナイテッド市原・千葉レディース

## 個人成績
| 国内大会個人成績 | 国内大会個人成績                        | 国内大会個人成績 | 国内大会個人成績 | 国内大会個人成績 | 国内大会個人成績 | 国内大会個人成績 | 国内大会個人成績 | 国内大会個人成績 | 国内大会個人成績 | 国内大会個人成績 | 国内大会個人成績 |
| 年度             | クラブ                                  | 背番号           | リーグ           | リーグ戦         | リーグ戦         | リーグ杯         | リーグ杯         | オープン杯       | オープン杯       | 期間通算         | 期間通算         |
| 年度             | クラブ                                  | 背番号           | リーグ           | 出場             | 得点             | 出場             | 得点             | 出場             | 得点             | 出場             | 得点             |
| 日本             | 日本                                    | 日本             | 日本             | リーグ戦         | リーグ戦         | リーグ杯         | リーグ杯         | 皇后杯           | 皇后杯           | 期間通算         | 期間通算         |
| ---------------- | --------------------------------------- | ---------------- | ---------------- | ---------------- | ---------------- | ---------------- | ---------------- | ---------------- | ---------------- | ---------------- | ---------------- |
| 2006             | ジェフユナイテッド 市原・千葉レディース | 11               | なでしこDiv.2    | 17               | 6                | -                | -                | 2                | 1                | 19               | 7                |
| 2007             | ジェフユナイテッド 市原・千葉レディース | 11               | なでしこDiv.2    | 18               | 7                | 3                | 0                | 3                | 2                | 24               | 9                |
| 2008             | ジェフユナイテッド 市原・千葉レディース | 11               | なでしこDiv.2    | 14               | 7                | -                | -                | 2                | 0                | 16               | 7                |
| 2009             | ジェフユナイテッド 市原・千葉レディース | 11               | なでしこDiv.1    | 13               | 0                | -                | -                | 0                | 0                | 13               | 0                |
| 2010             | ジェフユナイテッド 市原・千葉レディース | 11               | なでしこ         | 10               | 1                | 3                | 0                | 1                | 0                | 14               | 1                |
| 2011             | ジェフユナイテッド 市原・千葉レディース | 17               | なでしこ         | 9                | 1                | -                | -                | 2                | 0                | 11               | 1                |
| 通算             | 日本                                    | 日本             | 1部              | 32               | 2                | 3                | 0                | 3                | 0                | 38               | 2                |
| 通算             | 日本                                    | 日本             | 2部              | 49               | 20               | 3                | 0                | 7                | 3                | 59               | 23               |
| 総通算           | 総通算                                  | 総通算           | 総通算           | 81               | 22               | 6                | 0                | 10               | 3                | 97               | 25               |

## 代表歴
- 2007年 U-16 日本女子代表
  - AFC U-16女子選手権大会マレーシア2007出場
- 2008年 U-17 日本女子代表
  - FIFA U-17女子ワールドカップ ニュージーランド2008出場